# رونی بلکلی
رونی بلکلی (انگلیسی: Ronee Sue Blakley؛ زادهٔ ۲۴ اوت ۱۹۴۵) هنرپیشه، خواننده، کارگردان و فیلم‌نامه‌نویس اهل ایالات متحده آمریکا است.
از فیلم‌هایی که وی در آن نقش داشته‌است، می‌توان به کابوس در خیابان الم و نشویل اشاره کرد.